# Victor Abeloos
Victor Abeloos (Sint-Gillis, 25 december 1881 – Elsene, 18 augustus 1965) was een Belgisch kunstschilder.
Hij begon zijn carrière als leerling aan de Koninklijke Academie voor Schone Kunsten in Brussel bij Isidore Verheyden en Alfred Cluysenaer. Daarna schilderde Abeloos portretten, naakten, stillevens, dieren, landschappen, zeegezichten, mythologische scènes en sociaal bewogen onderwerpen. Hij viel op door de verwerping van de toenmalige conventies.
Hij had individuele tentoonstellingen in de Galerie Royale (1922) en in de galerie Le Salonnet (1925), beide in Brussel. Een aantal van zijn werken zijn terug te vinden in het Charliermuseum en het Museum van Elsene te Brussel.
Samen met de kunstschilder Emile Vauthier had Abeloos vanaf ongeveer 1930 een atelier in de Godecharlestraat 16 in Elsene. Hij kwam er definitief wonen na zijn huwelijk in 1952 en is er overleden in 1965.
- International Standard Name Identifier: 0000 0000 6706 2020
- Library of Congress Control Number: nr95025510
- RKD-Nederlands Instituut voor Kunstgeschiedenis: 185
- Union List of Artist Names: 500004565
- Virtual International Authority File: 41731465
- WorldCat: E39PBJpYCGKxfkccBk4DqCxJjC